# Inamorata (brano musicale)
Inamorata è un brano musicale del gruppo musicale statunitense Metallica. È la traccia di chiusura dell’undicesimo album in studio 72 Seasons, pubblicato il 14 aprile del 2023. La canzone è la più lunga mai scritta dalla band.

## Descrizione
Il riff principale nasce in un momento di noia durante una chiamata su Zoom, come dichiarerà in seguito James: "Lars e io eravamo seduti lì, a giocherellare, cercando di connetterci tramite Zoom e scrivere. A quel punto il vaso di Pandora si è aperto. Siamo annoiati, facciamo qualcosa. E quello è stato uno dei riff che sono usciti da quella sessione."
Il quartetto ha rivelato anche come la traccia sia stata fortemente influenzata dalla band Heavy metal Black Sabbath, in maniera più specifica dal suo bassista, Geezer Butler.
Sul brano James Hetfield ha dichiarato:

## Video musicale
Il video animato di Inamorata, diretto da Jess Cope, è stato pubblicato in anteprima il 21 aprile 2023.

## Accoglienza
Chuck Armstrong di Loudwire, apprezzando il brano, ha dichiarato che «si distingue come una vera epopea che intraprende un viaggio attraverso una relazione di amore/odio con la miseria». Tom Carr di The Art Desk ha apprezzato la traccia specialmente nel suo utilizzo come finale, descrivendola anche come «un colosso che non si stanca e non si annoia mai». Dave Everley di Louder Sound annovera invece la traccia come una delle migliori presenti nel disco. Nick Ruskell di Kerrang! ha scritto invece nella sua recensione che la canzone gli ricorda uno stile simile a quello dei Baroness, oltre ad ironizzare sul come gli sembrasse un'autocelebrazione fatta dalla band nei suoi stessi confronti. Su Metal Injection Greg Kennelty scrive di come per lui Inamorata sia uno dei migliori brani mai realizzati, tra gli “assoli compromessi” di Kirk Hammett e gli hi-hat e i breakdown di basso in stile Black Sabbath.

## Formazione
Hanno partecipato alle registrazioni, secondo le note di copertina di 72 Seasons:
Gruppo
- James Hetfield – chitarra, voce
- Lars Ulrich – batteria
- Kirk Hammett – chitarra
- Robert Trujillo – basso

Produzione
- Greg Fidelman – produzione, missaggio
- James Hetfield – produzione
- Lars Ulrich – produzione
- Jim Monti – ingegneria del suono
- Sara Lyn Killion – ingegneria del suono
- Jason Gossman – ingegneria del suono aggiuntiva, montaggio
- Dan Monti – montaggio
- Kent Matcke – assistenza all'ingegneria
- Bob Ludwig – mastering

## Classifiche
| Classifica (2023)       | Posizione massima |
| ----------------------- | ----------------- |
| Stati Uniti (hard rock) | 23                |